# Хорвати в Аргентині
Аргентинські хорвати, або хорвати в Аргентині (хорв. Hrvati u Argentini, ісп. Croatas en Argentina, англ. Croatian Argentines) — громадяни Аргентини хорватського походження або мешканці Аргентини, які народилися в Хорватії. Аргентинські хорвати та їхні нащадки проживають у Буенос-Айресі та однойменній провінції, а також у Санта-Фе, Кордові, Чако і Патагонії. Налічують понад 250 тис. осіб.

## Історія

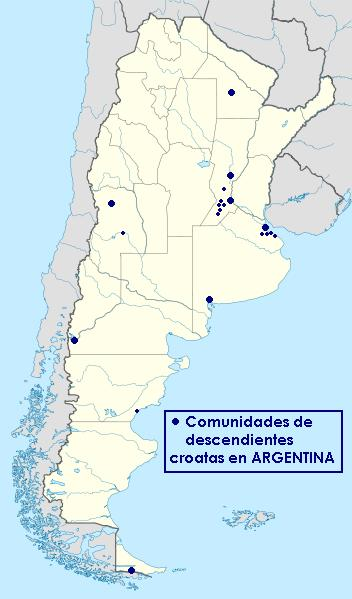
Громади хорватських нащадків в Аргентині

Першим хорватом, про якого відомо, що він прибув до Аргентини, був єзуїт Нікола Плантич 1749 року. Він працював у Національному університеті Кордови, а 1765 року став ректором Колегії Святого Ігнатія.
На рубежі ХІХ і ХХ століть в Аргентині існувало 133 поселення, де проживало близько 120 000 хорватів, здебільшого родом із прибережніх районів Далмації та Хорватського Примор'я, які були одними з перших європейських іммігрантів, що оселилися в аргентинських пампасах. За першопрохідцями з острова Хвар пішли емігранти з решти частин Далмації та інших історичних хорватських земель — переважно тих, що складають нинішню Хорватію.
Фінансово найуспішнішим з усіх хорватів Аргентини і водночас чи не першим із новоприбулих був Нікола Міханович, який 1867 року дістався до Монтевідео (Уругвай), а оселившись в Буенос-Айресі, до 1909 року володів 350 суднами того чи іншого виду, включаючи 82 пароплави. До 1918 року у нього працювало 5 000 людей, переважно з його рідної Далмації. Таким чином, сам Міханович став основним фактором у розбудові хорватської громади, яка й донині залишається переважно далматинською.
Друга хвиля хорватської імміграції була набагато чисельнішою, сягнувши до 1939 року 15 000 осіб. Переважно селяни, ці іммігранти розсіялися для роботи на землі в провінціях Буенос-Айрес, Санта-Фе, Чако та Патагонії. Цю хвилю супроводжували численні священнослужителі, які задовільняли їхні духовні потреби, особливо францисканці.
Якщо перші дві хвилі були насамперед економічними, то третя після Другої світової війни була виразно політичною. В Аргентину прибуло близько 20 000 хорватських політичних біженців, більшість із яких стали будівельними робітниками в рамках проєктів громадських робіт Перона, доки не почали потроху засвоювати іспанську.

## Відомі хорватські аргентинці
- Алехандро Спаїч — волейболіст
- Алісія Кіршнер Остоїч — політик
- Матео Баяміч — футболіст
- Даніель Білош — футболіст
- Дієго Марадона — футболіст. Його бабуся по матері Сальвадора Каріоліч мала хорватське походження.
- Даніель Орсанич — тенісист
- Даріо Цвітаніч — футболіст
- Давор Іво Штір — політик із Хорватського демократичного союзу
- Антоніо Мохамед Матійович — футболіст
- El Trinche — футболіст. Обоє його батьків мали хорватське походження.
- Еміліо Огнєновіч — єпископ Римо-католицької церкви
- Естаніслао Естебан Карлич — кардинал Римо-католицької церкви
- Фернандо Сіро — народжений як Франсіско Луксіч, актор і режисер
- Іван Габрич — футболіст
- Хав'єр Франа — тенісист
- Хосе Марія Булюбасіч — футболіст
- Хуан Вучетіч — уроджений Іван Вучетич, антрополог і співробітник поліції, який став піонером у використанні відбитків пальців
- Хуан Юстрич — футбольний воротар
- Леонардо Піскулічі — футболіст
- Літа Стантік — кінорежисерка
- Лєрко Спіллер — скрипаль
- Маркос Мілінкович — волейболіст
- Мартін Шарич — футболіст
- Ніколас Міханович — магнат-судновласник
- Ніколас Павловіч — футболіст
- Нестор Кіршнер — колишній президент Аргентини
- Хуан Пабло Крилановіч — футболіст
- Пабло Вранічан — футболіст
- Сандра Міхановіч — співачка/автор пісень
- Себастьян Крісманіч — тхеквондист
- Федеріко Грабіч — плавець
- Максіміліано Станік — баскетболіст
- Драго Пілсел — захисник громадянських прав
- Маріо Маркич — журналіст і письменник